# Amt Rosenberg

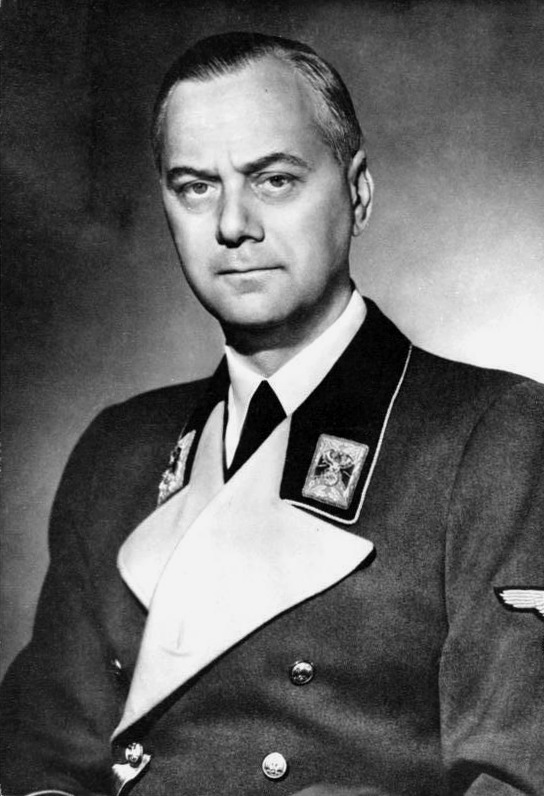
Alfred Rosenberg en 1935.

La Oficina Rosenberg (en alemán: Amt Rosenberg, abreviado ARO) fue un organismo oficial de política y vigilancia cultural dentro del Partido Nazi, encabezado por Alfred Rosenberg. Fue establecido en 1934 bajo el nombre de Dienststelle Rosenberg (DRbg), con oficinas en Margarethenstraße 17 en Berlín, al oeste de la Potsdamer Platz. Debido al largo nombre oficial de la función de Rosenberg, Beauftragter des Führers für die gesamte geistige und weltanschauliche Erziehung der NSDAP, la breve descripción Reichsüberwachungsamt "Oficina de Vigilancia del Reich" se utilizó junto, también se acortó simplemente a Überwachungsamt "Oficina de Vigilancia".
En la historiografía posterior a la Segunda Guerra Mundial, la "Oficina Rosenberg" también se usaba en un sentido más amplio como término para una serie de funciones oficiales de Rosenberg que ocupó entre 1928 y 1945. Estas incluían las Außenpolitisches Amt der NSDAP (Oficina de Asuntos Exteriores, incluyendo la Nordische Gesellschaft), la Kampfbund für deutsche Kultur (KfdK), la NS-Kulturgemeinde incluyendo la Kraft durch Freude y la Deutsche Bühne, la Hohe Schule der NSDAP, y el Einsatzstab Reichsleiter Rosenberg (ERR), una organización dedicada a adquirir y confiscar objetos de arte en los territorios ocupados del Reich. No se incluye en el término utilizado por Bollmus (2007) el Reichsministerium für die besetzten Ostgebiete (RMfdbO), porque era una oficina del gobierno, no una oficina del partido.